# Biniew
Biniew – wieś w Polsce położona w województwie wielkopolskim, w powiecie ostrowskim, w gminie Ostrów Wielkopolski, ok. 10 km na północ od Ostrowa.
We wsi jest stacja kolejowa Biniew na linii Poznań-Katowice.
Przed rokiem 1887 miejscowość należała do powiatu odolanowskiego. W latach 1975-1998 do województwa kaliskiego, a w latach 1887-1975 i od 1999 do powiatu ostrowskiego. W latach 1934–1939 istniała gmina Biniew. W latach 1954–1972 wieś należała i była siedzibą władz gromady Biniew.
We wsi urodzili się: Kazimierz Młynarz, krytyk filmowy oraz Marian Walczak, pedagog i polityk.